# (3010) Ушаков
(3010) Ушаков (лат. Ushakov) — типичный астероид главного пояса, открыт 27 сентября 1978 года советским астрономом Людмилой Черных в Крымской астрофизической обсерватории и 18 сентября 1986 года назван в честь российского флотоводца Фёдора Ушакова.

## Обнаружение и именование
(3010) Ушаков
Открыт 27 сентября 1978 года в Научном Л. И. Черных.
Назван в память о русском адмирале и капитане дальнего плавания Фёдоре Фёдоровиче Ушакове (1744—1817).
Оригинальный текст (англ.)3010 Ushakov
Discovered 1978-09-27 by Chernykh, L. at Nauchnyj.
Named in memory of the Russian admiral and sea captain Fedor Fedorovich Ushakov (1744—1817).
Источники: DISCOVERY.DB; M.P.C. 11159.

## Орбита

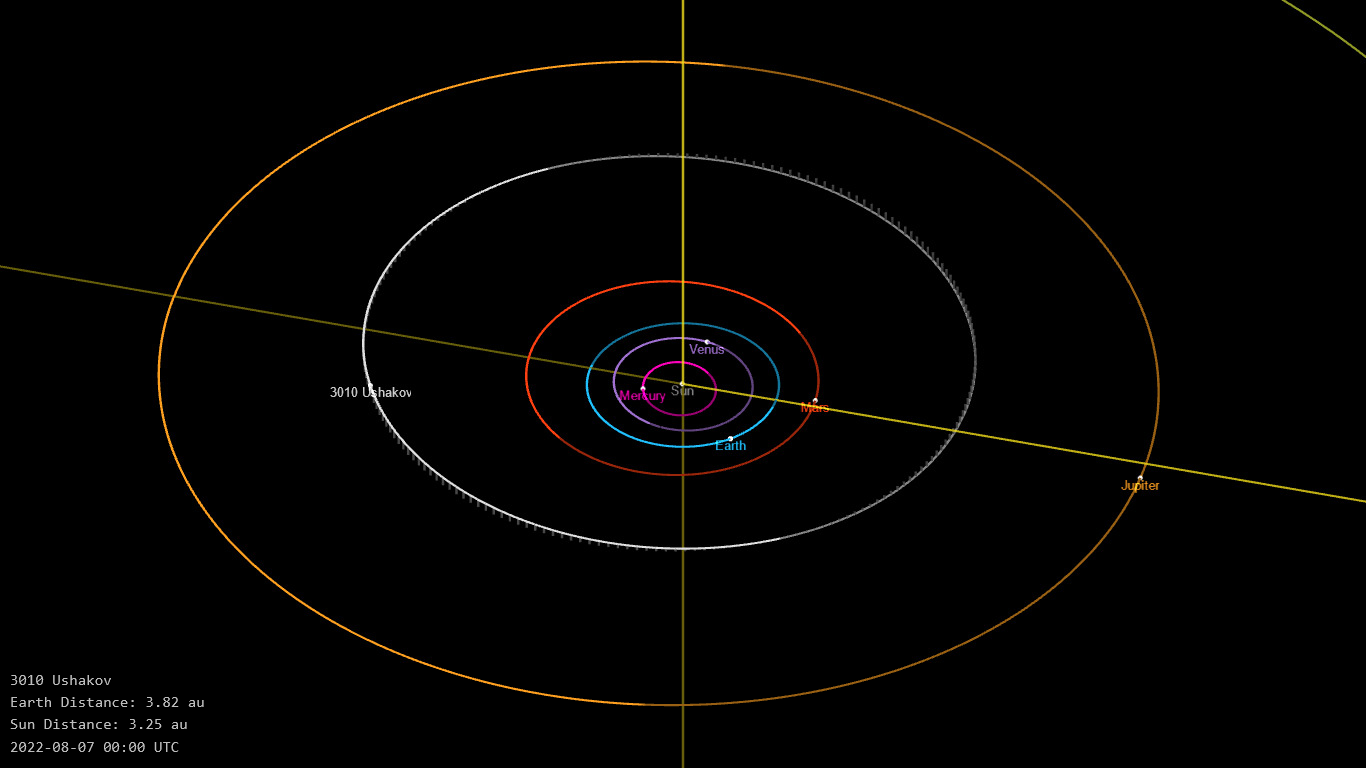
Орбита астероида Ушаков и его положение в Солнечной системе

## Физические характеристики
Из наблюдений телескопа VISTA следует, что астероид относится к таксономическому классу U, а из наблюдений системы Asteroid Terrestrial-impact Last Alert System — к классу C.
По результатам наблюдений в видимом и ближнем инфракрасном диапазоне космического телескопа NEOWISE и наблюдений в инфракрасном диапазоне спутника Akari диаметр астероида оценивался равным 14,469±0,255 км и 16,64±0,99 км. Согласно тем же источникам альбедо оценивается как 0,1112±0,0142, 0,084±0,011 и 0,111±0,014.